# Хромосомна теорія спадковості
Хромосомна теорія спадковості сформульована у 1911—1926 рр. Томасом Морганом, який брав за основу результати низки своїх досліджень. З її допомогою з'ясовано матеріальну основу законів спадковості, встановлених Грегорем Менделем, і те, чому в певних випадках успадкування тих чи інших ознак від них відхиляється.

## Основні положення
Основні положення хромосомної теорії спадковості:
- гени розташовані в хромосомах у лінійному порядку;
- різні хромосоми мають неоднакові набори генів, тобто кожна з негомологічних хромосом має свій унікальний набір генів;
- кожен ген займає в хромосомі певну ділянку — локус; алельні гени займають у гомологічних хромосомах однакові ділянки;
- усі гени однієї хромосоми утворюють групу зчеплення, завдяки чому деякі ознаки успадковуються зчеплено; сила зчеплення між двома генами, розташованими в одній хромосомі, обернено пропорційна відстані між ними;
- зчеплення між генами однієї групи порушується внаслідок обміну ділянками гомологічних хромосом у профазі першого мейотичного поділу (процес кросинговеру);
- кожен біологічний вид характеризується певним набором хромосом (каріотипом) — кількістю та особливостями будови окремих хромосом.

Хромосомна теорія спадковості — теорія, згідно якої хромосоми, укладені в ядрі клітини, є носіями генів і є матеріальною основою спадковості, тобто спадковість властивостей організмів у ряді поколінь визначається спадковістю їх хромосом.

## Історія
Хромосомна теорія спадковості виникла на початку 20 століття на основі клітинної теорії і її використання для вивчення спадкових властивостей організмів гібридологічного аналізу.
В 1902 у Сеттоні в США, що звернув увагу на паралелізм в поведінці хромосом і Менделеві т.з. «спадкових чинників», і Т. Бовері в Німеччині висунули хромосомну гіпотезу спадковості, згідно з якою спадкові чинники (назва згодом генами) Менделя локалізовані в хромосомах. Перші підтвердження цієї гіпотези були отримані при вивченні генетичного механізму визначення статі у тварин, коли було з'ясовано, що в основі цього механізму лежить розподіл статевих хромосом серед нащадків. Подальше обґрунтування теорії спадковості належить американському генетикові Т. Х. Моргану, який зазначив, що передача деяких генів (наприклад, гена, що обумовлює білі очі у самок дрозофіли при схрещуванні з червоноокими самцями) пов'язана з передачею статевої Х-хромосоми, тобто що успадковуються ознаки, зчеплені зі статтю (у людини відомо декілька десятків таких ознак, у тому числі деякі спадкові дефекти — дальтонізм, гемофілія і ін.).
Доказ теорії було отримано в 1913 американським генетиком До. Бріджесом, що відкрив нерозходження хромосом в процесі мейозу у самок дрозофіли і що відзначив, що порушення в розподілі статевих хромосом супроводиться змінами в спадкоємстві ознак, зчеплених з статтю.
З розвитком теорії було встановлено, що гени, розташовані в одній хромосомі, складають одну групу зчеплення і повинні успадковуватися спільно; число груп зчеплення дорівнює числу пар хромосом, постійному для кожного виду організмів, тобто каріотипу; ознаки, залежні від зчеплених генів, також успадковуються спільно. Внаслідок цього закон незалежного комбінування ознак (Закон Менделя) повинен мати обмежене вживання; незалежно повинні успадковуватися ознаки, гени яких розташовані в різних (негомологічних) хромосомах. Явище неповного зчеплення генів (коли поряд з батьківськими поєднаннями ознак в потомстві від схрещувань виявляються нові рекомбінантні їх поєднання) було детально досліджено Морганом і його співробітниками (А. Р. Стертевантом і ін.) і послугувало обґрунтуванням лінійного розташування генів в хромосомах. Морган передбачив, що зчеплені гени гомологічних хромосом, що знаходяться у батьків в поєднаннях і в мейозі гетерозиготної форми можуть мінятися місцями, внаслідок чого поряд з гаметами АВ і ab утворюються гамети Ab і аВ. Подібні перекомбінації відбуваються завдяки розривам гомологічних хромосом на ділянці між генами і подальшому з'єднанню розірваних кінців в новому поєднанні. Реальність цього процесу, названого перехрещенням хромосом, або кросинговером, була доведена в 1933 йому, ученим К. Штерном в дослідах з дрозофілою й американськими вченими Х. Крейтоном і Б. Мак-Клінток — з кукурудзою. Що далі один від одного розташовані зчеплені гени, тим більше імовірність кросинговера між ними. Залежність частоти кросинговера від відстаней між зчепленими генами була використана для побудови генетичних карт хромосом. В 30-х рр. 20 ст. Ф. Добржанський показав, що порядок розміщення генів на генетичних і цитологічних картах хромосом збігається.
Згідно з уявленнями школи Моргана, гени є дискретними і далі неподільними носіями спадкової інформації. Проте відкриття в 1925 радянськими ученими Г. А. Надсоном і Г. С. Філіпповим, а в 1927 американським вченим Р. Меллером впливу рентгенівських променів на виникнення спадкових змін (мутацій) в дрозофіли, а також використання рентгенівських променів для прискорення мутаційного процесу в дрозофіли дозволили радянським ученим А. С. Серебровському, Н. П. Дубініну й ін. сформулювати в 1928—1930 роках уявлення про подільність гена на дрібніші одиниці, розташовані в лінійній послідовності і здатні до мутаційних змін. У 1957 це уявлення було доведене роботою американського ученого С. Бензера з бактеріофагом Т4. Використання рентгенівських променів для стимулювання хромосомних перебудов дозволило Н. П. Дубініну та Б. Н. Сидорову виявити в 1934 ефект положення гена (відкритий в 1925 Стертевантом), тобто залежність прояву гена від місця розташування його на хромосомі. Виникло уявлення про єдність дискретності і безперервності в будові хромосоми.
Хромосомна теорія спадковості розвивається у напрямі поглиблення знань про універсальних носіїв спадкової інформації — молекули дезоксирибонуклеїнової кислоти (ДНК). Встановлено, що безперервна послідовність пуринових і піримідинових основ уздовж ланцюга. ДНК утворює гени, міжгенні інтервали, знаки початку і кінця зчитування інформації в межах гена; визначає спадковий характер синтезу специфічних білків клітини і, отже, спадковий характер обміну речовин. ДНК складає матеріальну основу групи зчеплення у бактерій і багатьох вірусів (в деяких вірусів носієм спадкової інформації є рибонуклеїнова кислота) ; молекули ДНК, що входять до складу мітохондрій, пластид і ін. органел клітини, є матеріальними носіями цитоплазматичної спадковості.
Хромосомна теорія спадковості, пояснюючи закономірності спадковості ознак у тварин і рослинних організмів, грає важливу роль в сільськогосподарській науці та практиці. Вона озброює селекціонерів методами виведення порід тварин і сортів рослин із заданими властивостями. Деякі положення хромосомної теорії спадковості дозволяють раціональніше вести сільськогосподарське виробництво. Так, явище зчепленої зі статтю спадковості ряду ознак в сільськогосподарських тварин використовувалася для винайдення методів штучного регулювання статі в тутового шовкопряда і вибраковувати кокони менш продуктивної статі, до розробки способу розділення курчат по статі дослідженням клоаки — відбраковувати півників та ін. Найбільше значення для підвищення врожайності багатьох сільськогосподарських культур має використання поліплоїдії. На знанні закономірностей хромосомних перебудов ґрунтується вивчення спадкових захворювань людини.